# Shirayuki (tàu khu trục Nhật) (1928)

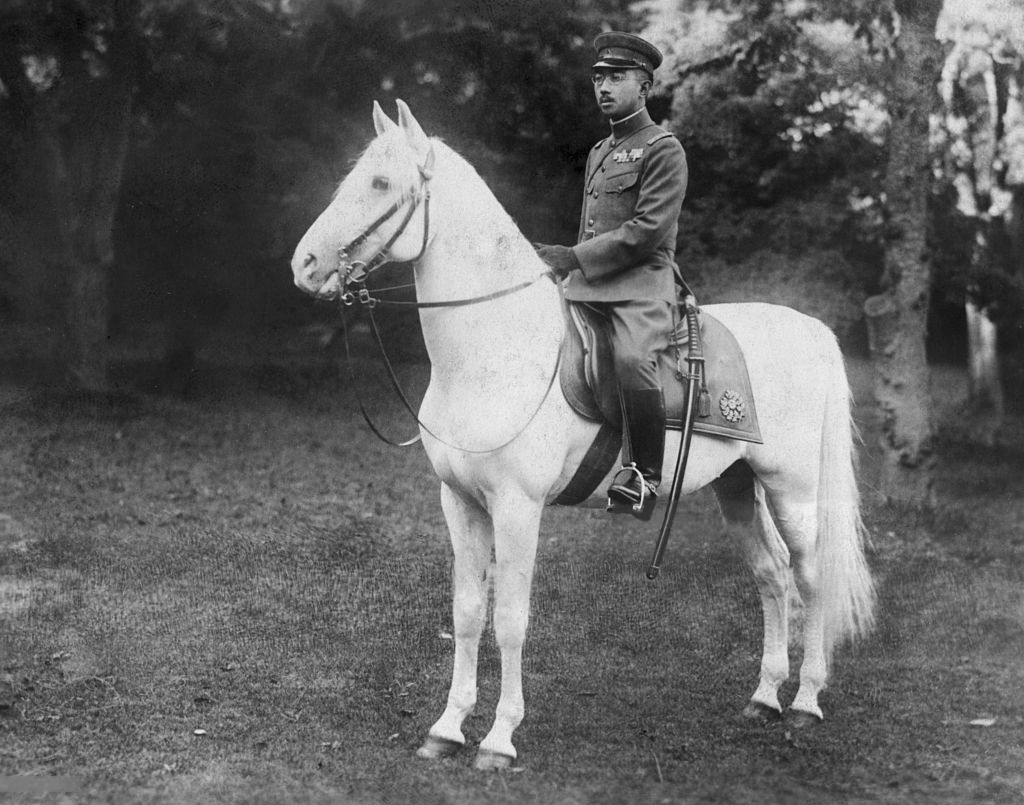
Thiên hoàng Shōwa và ngựa trắng (Shirayuki)

Shirayuki (tiếng Nhật: 白雪) là một tàu khu trục hạng nhất của Hải quân Đế quốc Nhật Bản, thuộc lớp Fubuki bao gồm hai mươi bốn chiếc, được chế tạo sau khi Chiến tranh Thế giới thứ nhất kết thúc. Khi được đưa vào hoạt động, những con tàu này là những tàu khu trục mạnh mẽ nhất thế giới. Chúng phục vụ như những tàu khu trục hàng đầu trong những năm 1930, và tiếp tục là những vũ khí lợi hại trong cuộc Chiến tranh Thái Bình Dương. Shirayuki là một cựu binh của nhiều trận hải chiến trong những năm đầu tiên của chiến tranh, và đã bị không kích đánh chìm ngày 3 tháng 3 năm 1943 trong trận chiến biển Bismark của Chiến tranh Thế giới thứ hai.

## Thiết kế và chế tạo
Việc chế tạo lớp tàu khu trục Fubuki tiên tiến được chấp thuận vào năm tài chính 1923 như một phần của chương trình có tham vọng cung cấp cho Hải quân Đế quốc Nhật Bản một ưu thế về chất lượng so với những tàu chiến hiện đại nhất của thế giới. Khả năng thể hiện của lớp Fubuki là một bước nhảy vọt so với các thiết kế tàu khu trục trước đó, nên chúng được gọi là các "tàu khu trục đặc biệt" (tiếng Nhật: 特型 - Tokugata). Kích thước lớn, động cơ mạnh mẽ, tốc độ cao, bán kính hoạt động lớn và vũ khí trang bị mạnh chưa từng có khiến cho các tàu khu trục này có được hỏa lực tương đương nhiều tàu tuần dương hạng nhẹ của hải quân các nước khác. Shirayuki được chế tạo tại Xưởng đóng tàu Yokohama, được đặt lườn vào ngày 19 tháng 3 năm 1927. Nó được hạ thủy vào ngày 20 tháng 3 năm 1928 và đưa ra hoạt động vào ngày 18 tháng 12 năm 1928. Nguyên được dự định mang số hiệu đơn giản là "Tàu khu trục số 36", nó được hoàn tất dưới tên gọi Shirayuki, theo sở thích của Thiên hoàng Shōwa về ngựa trắng.

## Lịch sử hoạt động
Khi hoàn tất, Shirayuki được phân về Hải đội Khu trục 11 thuộc Hạm đội 2 Hải quân Đế quốc Nhật Bản. Trong cuộc Chiến tranh Trung-Nhật, Shirayuki được giao nhiệm vụ tuần tra bờ biển phía Nam Trung Quốc, và từng tham gia vào việc Chiếm đóng Đông Dương thuộc Pháp vào năm 1940.
Vào lúc xảy ra cuộc tấn công Trân Châu Cảng, Shirayuki được phân về Hải đội Khu trục 11 của Đội khu trục 3 thuộc Hạm đội 1 Hải quân Đế quốc Nhật Bản và được bố trí từ Quân khu Hải quân Kure đến cảng Samah trên đảo Hải Nam. Từ ngày 4 tháng 12 năm 1941 đến tháng 2 năm 1942, Shirayuki hỗ trợ cho các cuộc đổ bộ lực lượng Nhật Bản lên Malaya, quần đảo Anambas và Borneo. Ngày 27 tháng 1, Shirayuki và đoàn tàu vận tải của nó bị những chiếc HMS Thanet và HMAS Vampire tấn công ở cách 148 km (80 hải lý) về phía Bắc Singapore trong trận chiến ngoài khơi Endau; ngư lôi của nó được ghi nhận đã giúp vào việc đánh chìm Thanet.
Vào tháng 2 năm 1942, Shirayuki nằm trong thành phần hộ tống cho tàu tuần dương hạng nặng Chōkai trong hoạt động chiến đóng Banka-Palembang, và được ghi nhận đã đánh chìm hoặc chiếm giữ bốn tàu vận tải đang tìm cách thoát khỏi Singapore.
Shirayuki gia nhập lực lượng chiến đóng Tây Java, và đã hiện diện trong Trận chiến eo biển Sunda vào ngày 1 tháng 3, đã trợ giúp vào việc đánh chìm tàu tuần dương Australia HMAS Perth và tàu tuần dương Hoa Kỳ USS Houston. Shirayuki trúng phải một quả đạn pháo vào cầu tàu trong trận này, làm thiệt mạng một thành viên thủy thủ đoàn và làm bị thương 11 người khác.
Vào đầu tháng 3, Shirayuki hộ tống một đoàn tàu vận tải từ Singapore đến Miến Điện, và tham gia vào việc chiếm đóng quần đảo Andaman vào ngày 23 tháng 3. Trong cuộc không kích Ấn Độ Dương, Shirayuki được phân công tuần tra và hộ tống ngoài khơi Port Blair. Từ ngày 13 đến ngày 22 tháng 4, Shirayuki đi ngang qua Singapore và vịnh Cam Ranh quay trở về Xưởng hải quân Kure để bảo trì.
Vào ngày 4-5 tháng 6, Shirayuki tham gia trận Midway trong thành phần lực lượng chính của Đô đốc Yamamoto Isoroku. Đến tháng 7 năm 1942, Shirayuki lên đường từ Amami-Oshima đến quân khu bảo vệ Mako, Singapore, Sabang và Mergui nhằm chuẩn bị cho một cuộc không kích Ấn Độ Dương thứ hai. Kế hoạch này bị hủy bỏ do việc lực lượng Đồng Minh đổ bộ lên Guadalcanal, và Shirayuki được gửi đến Truk và Rabaul. Từ tháng 8 đến tháng 11, Shirayuki được sử dụng trong nhiều nhiệm vụ "Tốc hành Tokyo" vận chuyển tốc độ cao trong khu vực quần đảo Solomon. Ngày 12 tháng 10, nó cứu những người còn sống sót trên con tàu chị em Murakumo vốn bị chìm do trúng ngư lôi.
Vào ngày 14-15 tháng 11, Shirayuki tham gia trận Hải chiến Guadalcanal thứ hai, thoạt tiên nằm trong lực lượng hỗ trợ của Đô đốc Takeo Kurita, rồi sau đó gia nhập lực lượng bắn phá khẩn cấp của Đô đốc Nobutake Kondō. Cùng với tàu tuần dương hạng nhẹ Nagara, Shirayuki đã trợ giúp vào việc đánh chìm hai tàu khu trục USS Preston và USS Walke, loại khỏi vòng chiến USS Benham (bị đánh đắm sau trận đánh) và gây hư hại nặng cho USS Gwin, gây tổn thất nặng nề cho lực lượng Mỹ vào giai đoạn đầu của trận này.
Shirayuki quay trở lại Kure một thời gian ngắn vào cuối năm, như là tàu hộ tống cho tàu sân bay Hiyo. Vào tháng 1 năm 1943, Shirayuki quay trở lại quần đảo Solomon trong thành phần một đoàn tàu vận tải đưa lực lượng tăng viện lớn từ Thượng Hải, cùng với Chuẩn Đô đốc Shintarō Hashimoto đi đến đảo Shortland vào cuối tháng 1, và phục vụ như là soái hạm của vị Đô đốc trong việc triệt thoái khỏi Guadalcanal trong tháng 2. Shirayuki được tái bố trí về Hạm đội 8 Hải quân Đế quốc Nhật Bản vào ngày 25 tháng 2.
Trong trận chiến biển Bismark Sea vào các ngày 1-4 tháng 3, Shirayuki là soái hạm của Chuẩn Đô đốc Masatomi Kimura, dẫn đầu một đoàn tàu vận tải chuyển binh lính từ Rabaul đến Lae. Trong một cuộc không kích của Đồng Minh vào ngày 3 tháng 3, một quả bom được cắt ném đã phát nổ ngay tại hầm đạn phía sau, phá toang phía đuôi tàu và làm thiệt mạng 32 người. Chiếc tàu khu trục chìm cách 102 km (55 hải lý) về phía Đông Nam Finschhafen, ở tọa độ 07°15′N 148°30′Đ / 7,25°N 148,5°Đ. Những người sống sót, bao gồm Đô đốc Kimura và thuyền trưởng Trung tá Sugawara được tàu khu trục Shikinami cứu vớt.
Vào ngày 1 tháng 4 năm 1943, Shirayuki được rút khỏi danh sách Đăng bạ Hải quân.

## Danh sách thuyền trưởng
- Trung tá Tetsu Sano (sĩ quan trang bị trưởng): 10 tháng 8 năm 1928 - 10 tháng 12 năm 1928
- Trung tá Tetsu Sano: 10 tháng 12 năm 1928 - 30 tháng 11 năm 1929
- Trung tá Kozo Suzukida: 30 tháng 11 năm 1929 - 1 tháng 12 năm 1930
- Trung tá Tsutomu Shibata: 1 tháng 12 năm 1930 - 15 tháng 3 năm 1932
- Trung tá Tatsuhei Nakahara: 15 tháng 3 năm 1932 - 1 tháng 12 năm 1932
- Trung tá Yoshio Kanemasu: 1 tháng 12 năm 1932 - 15 tháng 11 năm 1934
- Trung tá Michio Sugimoto: 15 tháng 11 năm 1934 - 21 tháng 10 năm 1935
- Thiếu tá Minegoro Kameyama: 21 tháng 10 năm 1935 - 1 tháng 7 năm 1936; thăng Trung tá 15 tháng 11 năm 1935
- Trung tá Kakuro Mutaguchi: 1 tháng 7 năm 1936 - 1 tháng 12 năm 1937
- Trung tá Nobuki Ogawa: 1 tháng 12 năm 1937 - 5 tháng 10 năm 1938
- Thiếu tá Tsuneo Orita: 5 tháng 10 năm 1938 - 15 tháng 10 năm 1939
- Thiếu tá Kiyoshi Tomura: 15 tháng 10 năm 1939 - 15 tháng 11 năm 1940; thăng Trung tá
- Thiếu tá Rokorou Sugawara: 15 tháng 11 năm 1940 - 3 tháng 3 năm 1943; thăng Trung tá 1 tháng 11 năm 1942